# سورين بابيكيان
سورين بابيكيان (من مواليد 26 أبريل 1986) سياسي أرمني يشغل حاليًا منصب وزير دفاع أرمينيا. شغل سابقًا منصب وزير الإدارة الإقليمية والبنية التحتية ونائبًا لرئيس الوزراء لفترة وجيزة. وهو أيضًا رئيس حزب العقد المدني الحاكم.

## السيرة
ولد سورين بابيكيان في 26 أبريل 1986 في بلدة ستيبانافان الواقعة الآن في مقاطعة لوري في أرمينيا. تخرج من كلية ستيبانافان وتم قبوله في كلية التاريخ بجامعة ولاية يريفان في عام 2003. تم استدعاء بابيكيان للخدمة في القوات المسلحة الأرمينية أثناء التحاقه بالجامعة. أثناء خدمته في الجيش حُكم على بابيكيان بالسجن لمدة عامين وثلاثة أشهر حسبما ورد بسبب حادث عنيف مع قائد عسكري، ولكن تم الإفراج عنه بعد حوالي عام في عفو عام.
حصل بابيكيان على درجة الماجستير في التاريخ مع مرتبة الشرف من جامعة ولاية يريفان في عام 2012. بالتوازي مع دراسته عمل مدرسًا للتاريخ في مدرسة يريفان الثانوية رقم 54 من عام 2010 إلى عام 2016 ومن عام 2011 إلى عام 2018 في كلية كوانتوم في يريفان. من عام 2012 إلى عام 2016 أجرى دراساته العليا في جامعة ولاية سانت بطرسبرغ.
بابيكيان هو عضو مؤسس في طرف العقد المدني. انتخب نائباً لرئيس مجلس إدارة الحزب عام 2016 ورئيساً للمجلس عام 2019.
شارك بابيكيان في الانتخابات البرلمانية الأرمينية لعام 2017 كمرشح لتحالف الطريق للخروج. شارك بابيكيان في الثورة الأرمنية لعام 2018 التي أوصلت نيكول باشينيان إلى السلطة.
في 11 مايو 2018 تم تعيين بابيكيان وزيراً للإدارة الإقليمية والتنمية في أرمينيا في حكومة نيكول باشينيان الأولى.
خلال الانتخابات البرلمانية المبكرة لعام 2018 ترأس مقر الحملة الانتخابية لكتلة خطوتي وانتُخب نائباً في البرلمان كعضو في الكتلة نفسها. استقال بابيكيان من البرلمان في يناير 2019. وأعيد تعيينه وزيراً للإدارة الإقليمية والبنية التحتية في 1 يونيو 2019.
بعد توليه منصب نائب رئيس الوزراء لفترة وجيزة تم تعيين بابيكيان وزيرًا للدفاع في أرمينيا في 15 نوفمبر 2021. وفي اليوم التالي لتعيينه وقعت اشتباكات كبيرة على الحدود الأرمينية الأذربيجانية، مما أدى إلى خسائر بشرية وإقليمية للجانب الأرميني.